# 烦恼人生
《烦恼人生》，池莉的长篇小说。
池莉的《烦恼人生》、《不谈爱情》、《太阳出世》被合成“人生三部曲”。

## 写作和出版
该长篇小说于1987年出版，被誉为“新写实小说”的开端，由此引发了新写实小说热。

## 内容
普通工人“印家厚”和妻子晚上听到儿子从床上滚下来了，打开灯，给儿子包扎。
6点50分，他必须乘船跑月票。他抱着儿子挤上公交车，和乘客吵架。上船之后，他把儿子交给一个喜欢孩子的新结婚的同一个厂的女工，自己看打牌，厂里的秘书告诉他裤子裂开了。印家厚和“贾工”聊天，谈戒烟、女排四连冠等，上岸后，印家厚带着儿子吃早餐，告诫儿子不要拿玩具手枪对着别人，不要撒谎。
印家厚把儿子送到幼儿园，自己去上班。
印家厚是车间的操作工，他学过一年的理论，经过日本专家的培训，但是考勤不合格，年终评选的时候得了三等，他的徒弟“雅丽”倒是站出来为他说了几句话，但是雅丽马上就出师了。
印家厚的儿子被关了禁闭，因为用枪扫射小朋友，他这个当爸爸的不得不给人家赔礼道歉。
徒弟雅丽拿给他一封信，是他的一个知青伙伴寄来的，诉说了那人的生活不愉快和印家厚的恋人，印家厚看完之后，觉得今非往日，自己已经不能去回味昨日的恋爱时光，他只能辛苦挣钱养家。
车间老大“难苏新”结婚，有人来收印家厚的份子钱，有人找他帮忙写信被他拒绝，厂长打电话叫他谈对日本人的看法，试探他是否散播反日言论，最终通过考核，把他调入“欢迎日本青年友好访华团”。
接孩子，挤公交车，上渡轮，他在船上看武侠小说，儿子在吃冰激凌。
回家后，妻子给他一块湿毛巾，吃饭的时候跟他讲菜价，吃完晚餐他洗完，听说房子就要拆迁了，他心情沉重。
妻子说河北来的表家亲戚要借住，他又去洗衣服。
11点36分，他忙完了一天的生活，他躺在床上，想起了徒弟雅丽，想起了幼儿园“晓芬”的娇美的脸，妻子安慰他说找好了出租房，他想到自己粗糙、泼辣的妻子，安心地睡着了。

## 主题和风格
池莉的《烦恼人生》是“新写实小说”的杰作，淡化主观色彩，客观描写主人公“印家厚”一天的生活，以及城市杂乱喧嚣的生活，表现出“印家厚”这种城市里的“工人”生活中的各种烦恼，如房子拥挤、生活不便、挤公交车、赶时间上船、上班迟到、评年终奖金、情感纠纷等，写出了改革开放初期1980年代响应邓小平的抓经济政策而产生的热闹的经济建设场景。